# Împărăteasa văduvă Cixi

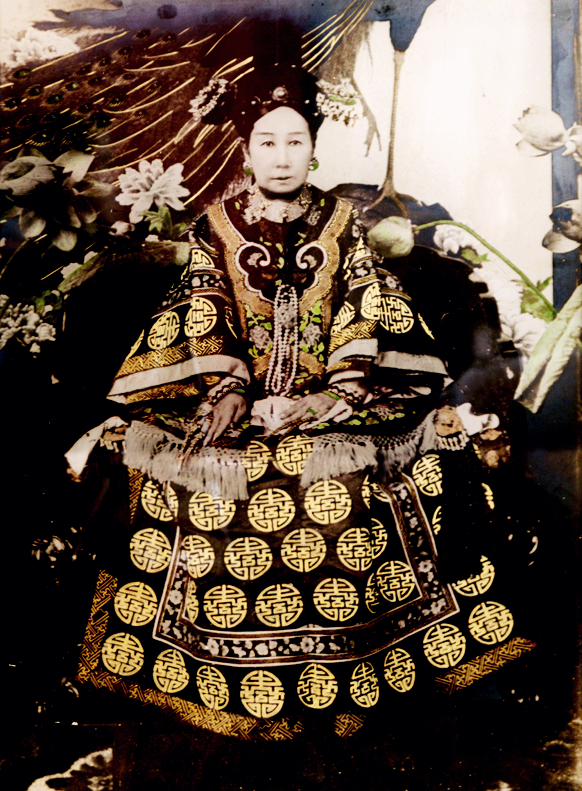
Împărăteasa văduvă Cixi

Împărăteasa văduvă Cixi (Tse Hsi, sau Tz'u-hsi, n. 29 noiembrie 1835, Beijing, Dinastia Qing – d. 15 noiembrie 1908, Orașul Imperial⁠(d), Beijing, Dinastia Ming) a fost una dintre concubinele împăratului Xianfeng, dinastia Qing, și a fost cea mai influentă personalitate de la sfârșitul Chinei imperiale.
Yehe Nara (numele purtat înainte de a deveni împărăteasă regentă), s-a născut la Peking, în cartierul Xisi, aleea Picai, într-o familie nobilă sărăcită.  În 1852, la vârsta de doar 16 ani, participă la alegerile pentru o nouă concubină la curtea împăratului. După verificarea stării sănătății, a originii, a educației și a compatibilității horoscopului cu cel al împăratului, au rămas în competiție doar 60 de candidate din familii nobile manciuriene. Decizia finală asupra câștigătoarei postului revine văduvei ultimului împărat. De data aceasta, câștigătoare este Yehe Nara, care este primită la curtea împăratului Xianfeng ca și concubină de gradul 4, poziție numită Gui Ren (persoană onorată).

## La curtea fiului soarelui
Ajunsă la curte, în Orașul Interzis, un fel de azil de bătrâni compus din sute de concubine bătrâne și văduve ale foștilor împărați ( unii s-au căsătorit și au murit foarte tineri), își dă seama de greutatea sorții alese. Orice cameristă avea mai multe șanse de a avea o viață fericită și împlinită decât ea. Ele se puteau căsători, și contra unei sume de bani, puteau părăsi curtea și avea copii. În situația ei însă, dacă nu voia să cadă pradă intrigilor celorlalte femei, sau ale luptei pentru putere, trebuia sa-și vadă soarta ca o provocare și să se pregătească pentru un rol plin de responsabilități la curte. Așadar, a învățat cu hărnicie scrierile chineză și manciuriană, iar la academia împărătească a studiat cu profesori renumiți textele clasice, pictura și poezia. Pe lângă toate acestea, a reușit să creeze și să întrețină relații bune cu văduva fostului împărat și cu soția actualului împărat.
Reușește să ajungă concubina favorită a împăratului Xianfeng. În această poziție are șansa de a observa și învăța tainele cârmuirii unui imperiu. Xianfeng este impresionat de inteligența, dorința de învățare și talentul tinerei concubine pentru politică. Din descrierile istoricilor chinezi reiese că împăratul și-a școlit eleva în mod intenționat, ca sprijin contra puternicii fracțiuni conservatoare „coliba de fier”, un grup de confucianiști ultra conservatori, adunați în jurul fratelui său mai mare, prințul Dun. Yehe Nara începe prin prin simpla sortare a treburilor împăratului. Când acesta descoperă talentul ei pentru politică, îi permite, din ce în ce mai des, să ia parte la ședințele oficiale. Ea își face un obicei din a citi rapoartele venite din provincie și a le discuta mai apoi cu împăratul. Prinții conservatori, miniștri și funcționarii sunt indignați de faptul că o femeie se amestecă în treburile lor. Înțelegem mai ușor indignarea lor dacă luăm în vedere o zicală care circula la acea vreme: „O femeie se pricepe la fel de bine la politică, precum o găină la cântat”.
Pe când se trezesc bărbații de la curte și încep să-i arate locul concubinei de gradul 4, împăratul se hotărăște să o ridice pe Gui Ren la gradul de Bin, concubină de gradul 3, pentru a arăta cât de mult îi apreciază sfatul. La scurt timp se va anunța public faptul că Yehe Nara este însărcinată - probabil acesta este și adevăratul motiv al promovării sale. Marele triumf vine însă pe 27 aprilie 1856 - Yehe Nara dă naștere singurului fiu al împăratului.

## Renumele istoric
Cixi a rămas în istorie ca și o persoană crudă, ambițioasă și brutală. Fără îndoială a fost foarte iscusită în lupta pentru putere și lipsită de scrupule când era vorba de propriile interese. Totodată a dat dovadă de mult curaj prin intervenția ei pe lângă împăratul aflat pe patul de moarte pentru impunerea fiului lor comun ca urmaș la tron, sub regența ei și a soției împăratului, dejucând intrigile celorlalți nobili mandchurieni și ale eunucilor.
Fără aceste calități cu siguranță nu ar fi reușit să ajungă și să se mențină la putere. Pe de altă parte, multe dintre hotărârile ei trebuie privite din perspectiva luptei pentru putere a prinților mandchurieni din spatele culiselor curții, permanenta autoritate a împăratului și a manciurienilor asupra poporului chinez și intervenția străină de subminare a puterii. A avut succes în ceea ce privește integrarea manciurienilor și a mongolilor în stat, precum și la înăbușirea revoltelor populare. Ce nu i-a reușit, și a dus la căderea Chinei imperiale, a fost stăvilirea amestecului puterilor străine europene. În ochii poporului chinez, Cixi, sau văduva împăratului, cum a mai fost numită, a fost foarte populară și bine văzută.
Imaginea de femeie crudă, însetată de putere, și cu înclinații sexuale perverse a fost creată și sprijinită în special de propaganda britanică. În special George Morrison, corespondentul britanic de la Peking a ziarului Londoner Times a descris-o pe Cixi ca un monstru și asasin mișel. Zeci de ani mai târziu, s-a dovedit că atât sursele autentice provenind de la „intimi ai curții chineze” cât și relatările sale personale erau mai mult fantezii izvorâte din așteptările britanicilor puritani. De asemenea, Edmund Backhouse, care a scris o biografie a împărătesei împreună cu J.O.P. Bland imediat după moartea acesteia, menționând printre surse jurnalul șefului curții, Jing Shan, se dovedește a fi un agent secret aflat în serviciul coroanei britanice, iar jurnalul un fals.